# Dairon Asprilla
Dairon Asprilla (Istmina, 1992. május 25. –) kolumbiai labdarúgó, az Atlético Nacional csatárja.

## Pályafutása
Asprilla a kolumbiai Istmina városában született. Az ifjúsági pályafutását az Atlético Nacional akadémiájánál kezdte. 
2011-ben mutatkozott be az Atlético Nacional felnőtt keretében. 2012 és 2014 között az Alianza Petrolera csapatát erősítette kölcsönben. 2015. január 1-jén az észak-amerikai első osztályban szereplő Portland Timbers szerződtette. Először a 2015. március 8-ai, a Real Salt Lake ellen 0–0-ás döntetlennel zárult mérkőzésen lépett pályára. Első gólját 2015. április 20-án, a New York City ellen idegenben 1–0-ra megnyert találkozón szerezte meg. A 2016–17-es szezonban a Millonariosnál szerepelt kölcsönben. 2016. július 10-én, az Independiente Santa Fe ellen 1–0-ás győzelemmel zárult bajnokin debütált és egyben megszerezte első gólját a klub színeiben. 2024. július 9-én az Atlético Nacionalhoz szerződött.

## Statisztikák
2024. augusztus 10. szerint
| Klub              | Szezon   | Osztály   | Bajnokság | Bajnokság | Kupa és Ligakupa | Kupa és Ligakupa | Nemzetközi | Nemzetközi | Összesen | Összesen |
| Klub              | Szezon   | Osztály   | Meccs     | Gól       | Meccs            | Gól              | Meccs      | Gól        | Meccs    | Gól      |
| ----------------- | -------- | --------- | --------- | --------- | ---------------- | ---------------- | ---------- | ---------- | -------- | -------- |
| Portland Timbers  | 2015     | MLS       | 32        | 2         | 0                | 0                | —          | —          | 32       | 2        |
| Portland Timbers  | 2016     | MLS       | 9         | 1         | 1                | 1                | —          | —          | 10       | 2        |
| Portland Timbers  | 2017     | MLS       | 29        | 3         | 0                | 0                | —          | —          | 29       | 3        |
| Portland Timbers  | 2018     | MLS       | 22        | 2         | 3                | 1                | —          | —          | 25       | 3        |
| Portland Timbers  | 2019     | MLS       | 14        | 3         | 2                | 0                | —          | —          | 16       | 3        |
| Portland Timbers  | 2020     | MLS       | 3         | 0         | 0                | 0                | —          | —          | 3        | 0        |
| Portland Timbers  | 2021     | MLS       | 37        | 10        | 0                | 0                | 4          | 0          | 41       | 10       |
| Portland Timbers  | 2022     | MLS       | 29        | 10        | 0                | 0                | —          | —          | 29       | 10       |
| Portland Timbers  | 2023     | MLS       | 26        | 5         | 1                | 0                | 3          | 0          | 30       | 5        |
| Portland Timbers  | 2024     | MLS       | 19        | 1         | 0                | 0                | —          | —          | 19       | 1        |
| Atlético Nacional | 2024     | Primera A | 6         | 2         | 0                | 0                | —          | —          | 6        | 2        |
| Összesen          | Összesen | Összesen  | 226       | 39        | 7                | 2                | 7          | 0          | 240      | 41       |

## Sikerei, díjai
Portland Timbers
- MLS
  - Bajnok (1): 2015
  - Ezüstérmes (2): 2018, 2021